# Annonasläktet
Annonasläktet (Annona) är ett växtsläkte i familjen kirimojaväxter. Släktet omfattar cirka 110 arter varav de flesta förekommer i tropiska Amerika, cirka 10 arter är dock från Afrika och några finns vildväxande i Nordamerika. Frukten från några arter är ätliga och kan konsumeras färska eller används till juice.
Annonasläktet består av träd eller buskar som kan vara städsegröna eller lövfällande. Barken är tunn och har vanligen breda, grunda skåror. Grenarna är smala, stela och kantiga, vanligen med tydliga lenticeller och nakna knoppar. Bladen är läderartade eller tunna, kala till ludna. Blomställningar kommer i bladvecken eller direkt på äldre grenar eller stammat. Blommorna sitter ensamma eller i knippen. Foderbladen är tre, sällan fyra, och de faller tidigt, de är mindre än de yttre kronbladen. Kronbladen är sex, ibland åtta, och sitter i två kransar med större kronblad i den yttre kransen. De inre kronbladen är oftast betydligt mindre och saknas ibland helt. Kronbladen är oftast köttiga och har mörkare nektarier vid basen. Ståndarna och pistillerna är talrika. Frukten är egentligen ett köttigt fruktförband. Det bildas vanligtvis ett frö per pistill, äggformat till elliptiskt eller bönlikt och det är mycket hårt .

## Etymologi
Släktets vetenskapliga namn Annona kommer av anón, som är Taíno folkets namn på frukten .

## Arter (urval)
- Annona amambayensis
- Annona acuminata
- Annona acutiflora
- Annona ambotay
- Annona andicola
- Annona angustifolia
- Annona antioquensis
- Annona asplundiana
- Annona atabapensis
- Annona atemoya
- Annona bullata
- Annona biflora
- Annona bicolor
- Annona brasililensis
- Annona cacans
- Annona calophylla
- Annona campestris
- Annona cherimola
- Annona chrysophylla
- Annona chiriquensis
- Annona pubescens
- Annona tripetala
- Annona conica
- Annona coriacea
- Annona cornifolia
- Annona crassiflora
- Annona crassivenia
- Annona cristalensis
- Annona crotonifolia
- Annona cubensis
- Annona deceptrix
- Annona deminuta
- Annona dioica
- Annona diversifolia
- Annona dolabripetala
- Annona dolichophylla
- Annona echinata
- Annona ecuadorensis
- Annona ekmanii
- Annona excellens
- Annona glabra
  - Annona palustris
- Annona glaucophylla
- Annona haematantha
- Annona hayesii
- Annona hypoglauca
- Annona hystricoides
- Annona jahnii
- Annona jamaicensis
- Annona longiflora
- Annona lutescens
- Annona macrocalyx
- Annona macrocarpa auct.
- Annona malmeana
- Annona manabiensis
- Annona microcarpa
- Annona montana Macfad.
  - Annona marcgravii Mart.
- Annona monticola
- Annona muricata
- Annona nitida
- Annona nutans
- Annona oligocarpa
- Annona paludosa
- Annona paraguayensis
- Annona phaeoclados
- Annona praetermissa
- Annona purpurea
- Annona pygmaea
- Annona reticulata
- Annona salzmannii
- Annona scleroderma
- Annona senegalensis
- Annona sericea
- Annona spinescens
- Annona spraguei
- Annona squamosa
- Annona testudinea
- Annona tomentosa
- Annona trunciflora
- Annona tuberosa
- Annona ubatubensis
- Annona urbaniana
- Annona vepretorum
- Annona williamsii

### Fotnoter
1. ↑  ”GRIN Taxonomy for Plants”. Arkiverad från originalet den 5 juni 2011. https://web.archive.org/web/20110605142411/http://www.ars-grin.gov/cgi-bin/npgs/html/genus.pl?720. Läst 12 januari 2009.
2. ↑  Sveriges lantbruksuniversitet 2012–. Annona från Svensk Kulturväxtdatabas (SKUD). Läst: 29 januari 2013
3. 1 2  'eFloras 2008. Flora of North America. Missouri Botanical Garden, St. Louis, MO & Harvard University Herbaria, Cambridge, MA.
4. ↑  Austin, Daniel F. (2004). Florida Ethnobotany. CRC Press. sid. 95. ISBN 978-0-8493-2332-4. http://books.google.com/?id=eS7lX_rC3GEC

- Wikimedia Commons har media som rör Annonasläktet.